# Kyōhei Noborizato
Kyōhei Noborizato (登里 享平 Noborizato Kyōhei?, Higashiosaka, Osaka, 13 de noviembre de 1990) es un futbolista japonés que juega como defensa en el Cerezo Osaka de la J1 League.

## Estadísticas

### Clubes
Actualizado al último partido jugado el 4 de diciembre de 2021.
| Kawasaki Frontale Japón | 1.ª           | 2009          | 2   | 1 | -  | - | -  | - | 2   | 1 | 0,50 |
| Kawasaki Frontale Japón | 1.ª           | 2010          | 9   | 0 | -  | - | 6  | 0 | 15  | 0 | 0    |
| Kawasaki Frontale Japón | 1.ª           | 2011          | 19  | 2 | 3  | 1 | -  | - | 22  | 3 | 0,14 |
| Kawasaki Frontale Japón | 1.ª           | 2012          | 16  | 2 | 4  | 0 | -  | - | 20  | 2 | 0,10 |
| Kawasaki Frontale Japón | 1.ª           | 2013          | 29  | 0 | 8  | 0 | -  | - | 37  | 0 | 0    |
| Kawasaki Frontale Japón | 1.ª           | 2014          | 19  | 1 | 3  | 0 | 3  | 0 | 25  | 1 | 0,04 |
| Kawasaki Frontale Japón | 1.ª           | 2015          | 1   | 0 | -  | - | -  | - | 1   | 0 | 0    |
| Kawasaki Frontale Japón | 1.ª           | 2016          | 15  | 0 | 6  | 0 | -  | - | 21  | 0 | 0    |
| Kawasaki Frontale Japón | 1.ª           | 2017          | 23  | 1 | 3  | 0 | 4  | 0 | 30  | 1 | 0,03 |
| Kawasaki Frontale Japón | 1.ª           | 2018          | 25  | 0 | 4  | 0 | 5  | 1 | 34  | 1 | 0,03 |
| Kawasaki Frontale Japón | 1.ª           | 2019          | 27  | 0 | 3  | 0 | 5  | 0 | 35  | 0 | 0    |
| Kawasaki Frontale Japón | 1.ª           | 2020          | 29  | 0 | 4  | 0 | -  | - | 34  | 0 | 0    |
| Kawasaki Frontale Japón | 1.ª           | 2021          | 29  | 0 | 6  | 0 | 3  | 0 | 38  | 0 | 0    |
| Kawasaki Frontale Japón | 1.ª           | 2022          | 0   | 0 | -  | - | -  | - | 0   | 0 | 0    |
| Total carrera | Total carrera | Total carrera | 243 | 7 | 44 | 1 | 26 | 1 | 313 | 9 | 0,03 |
| (1) Incluye datos de Copa J. League, Copa del Emperador y Supercopa de Japón. (2) Incluye datos de Liga de Campeones de la AFC. (3) No incluye goles en partidos amistosos. |               |               |     |   |    |   |    |   |     |   |      |

## Palmarés

### Títulos nacionales
| Título             | Club              | País  | Año  |
| ------------------ | ----------------- | ----- | ---- |
| J1 League          | Kawasaki Frontale | Japón | 2017 |
| J1 League          | Kawasaki Frontale | Japón | 2018 |
| Supercopa de Japón | Kawasaki Frontale | Japón | 2019 |
| Copa J. League     | Kawasaki Frontale | Japón | 2019 |
| J1 League          | Kawasaki Frontale | Japón | 2020 |
| Copa del Emperador | Kawasaki Frontale | Japón | 2020 |
| Supercopa de Japón | Kawasaki Frontale | Japón | 2021 |
| J1 League          | Kawasaki Frontale | Japón | 2021 |
| Copa del Emperador | Kawasaki Frontale | Japón | 2023 |